# Ropa interior masculina

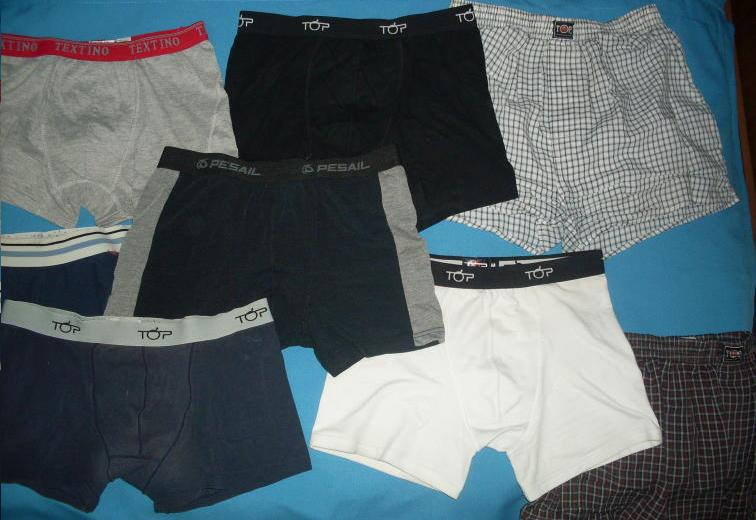
Ropa interior masculina

La ropa interior masculina es la ropa interior que usan los hombres debajo de la camisa, los pantalones y los zapatos. Excepto las camisetas

## Tipos

### Parte superior
| Imagen | Nombre               | Descripción |  |
| ------ | -------------------- | --- |  |
|        | Camiseta sin mangas  | Una camiseta sin mangas, camiseta de tirantes o simplemente camisetilla se caracteriza por estar compuesta de aperturas notablemente grandes en el área del cuello y los hombros dejando libre la parte de la cabeza. La apertura del cuello suele extenderse, en su parte frontal, sobre la mitad del esternón, mientras que la parte trasera se extiende sobre la mitad de la curva torácica de la columna vertebral. Las aperturas laterales diseñadas para el paso de los brazos se extienden por debajo de la zona axilar. Están habitualmente confeccionados en materiales plisados de algodón o poliéster. Recibe nombres como musculosa (en Argentina, Chile y Colombia), camiseta imperio o camiseta interior (en España), esqueleto y franelilla o guardacamisa (en Venezuela). |  |
|        | Camiseta Manga Corta | Se conoce como Camiseta de Manga Corta a una prenda de vestir interior muy similar a las camisetas o poleras deportivas, sin embargo, estas suelen ser más ceñidas y pequeñas que las camisetas de vestir para poder ser usadas bajo las camisas y/u otras camisetas. Las camisetas (manga corta) de interior suelen tener cuellos de corte marinero, redondo o en “V”, y generalmente su manga corta solamente presenta algunos pocos centímetros y muy rara vez hasta medio brazo. El uso de estas prendas interiores suelen ser de uso opcional, ya sea para absorber transpiración corporal y evitar las manchas de sudor en las axilas de la camisa, para proteger moderadamente del frío, para evitar traslucidez de piel cuando se usan camisas de vestir más delgadas, etc. En sus orígenes estas eran fabricadas de fibras naturales como el algodón, posteriormente se comenzaron a utilizar mezclas con fibras sintéticas para conseguir elasticidad en estas prendas. Actualmente se pueden encontrar en el comercio camisetas sin manga de telas térmicas para ser usadas en climas más gélidos. |  |
|        | Camiseta manga larga | La camiseta manga larga es una prenda interior que se usa en la parte superior del cuerpo bajo la camisa. Se usa principalmente para protegerse del frío, sus cuellos suelen ser redondos o en “V” y sus mangas suelen tener los puños elastizados para evitar que estas no se suban por los brazos del usuario bajo la camisa. Actualmente las camisetas de manga larga suelen ser fabricadas en telas elásticas para que se ajusten bajo la camisa sin generar mayor volumen bajo la ropa. Además, muchas de ellas están confeccionadas en telas térmicas. |  |

### Parte inferior
Los calzoncillos son la ropa interior que usan los hombres, y cubren desde la cintura hasta el nacimiento de los muslos. En algunos casos las perneras cubren hasta más abajo. Se utilizan para proteger la zona genital (pene y testículos) del contacto continuo con la ropa exterior, que suele ser más áspera. Los principales tipos de calzoncillos son los bóxers y los slips.
| Imagen | Nombre              | Descripción |
| ------ | ------------------- | --- |
|        | Bóxer clásico       | El bóxer clásico es un tipo de ropa interior que cubre el área pélvica y se extiende sobre una parte del muslo. Su nombre deriva de la similitud que tiene esta prenda con los pantalones cortos utilizados por los boxeadores. Los bóxers clásicos son holgados y confeccionados en textiles absorbentes de algodón, cuentan con una apertura sobre la bragueta para facilitar la micción y generalmente se extienden sobre la mitad del muslo. |
|        | Bóxer de compresión | El bóxer de compresión o calzas deportivas es un tipo de ropa interior deportiva que basa su diseño en los pantalones cortos utilizados por los ciclistas profesionales. Se caracterizan principalmente por ser fabricados en textiles de elastano que producen una adhesión completa a la pelvis del portador. Suelen ser también utilizados por atletas femeninas para ser portados bajo faldas. Algunos modelos de bóxer de compresión cuentan con un mecanismo que se ajusta sobre el abdomen, lo que permite el modelado corporal. Por otra parte, es un tema discutible catalogar a la calza deportiva como “Ropa Interior”, ya que, aunque muchos deportistas usan la calza debajo de un pantalón o short, no son pocos los deportistas que usan la calza a la vista sin ningún pantalón sobre ella (por lo que deja de ser una prenda “interior”), además, mientras algunos deportistas usan únicamente la calza sin ningún interior debajo de ella, por otro lado algunos deportistas prefieren usar estas prendas con alguna prenda interior más pequeña abajo (tipo Jockstrap, slip o g-string), y en este caso, la prenda deja de ser un "interior" también. |
|        | Bóxer ajustado      | El bóxer ajustado es un tipo de ropa interior, variante del bóxer clásico, que se caracteriza por un diseño ajustado sobre la región pélvica del portador. Cuentan con un elástico visible que se ajusta a la altura de la cintura, poseen una prolongación frontal en la bragueta que permite el soporte de los genitales masculinos y cuenta, además, con materiales textiles elásticos. |
|        | Slip                | El slip, llamado trusa en algunos países, es una prenda interior fabricada en algodón o elastano que se caracteriza por no contener perneras o prolongaciones que se coloquen sobre los muslos. Esta prenda interior consta de una concavidad en la parte frontal, diseñada para sostener los genitales y sujetarlos al cuerpo del portador, además de una longitud total trasera que llega hasta el surco horizontal inferior de las nalgas. Habitualmente presentan un elástico visible en la parte que rodea la cintura o cadera y suelen contener una apertura para el pene (bragueta). En Venezuela se lo conoce como interior o interiores. |
|        | Sunga               | Una sunga es un traje de baño masculino apegado al cuerpo. La ropa interior que recibe esta denominación es un calzoncillo tipo slip sin bragueta. También se hace llamar interior en Venezuela. |
|        | Suspensorio         | Suspensorio es un tipo de ropa interior utilizado como implemento deportivo. El suspensorio fue popularizado en el siglo XIX y su principal propósito es brindar soporte a los genitales masculinos en actividades de alto impacto. Tiene un elástico visible que rodea la cadera y un elástico inferior que pasa por debajo de las nalgas, además de una bragueta ligeramente reforzada para amortiguar los golpes en el área genital. No tiene un protector en la parte trasera, por lo que deja a la vista las nalgas del portador. |
|        | Tanga               | Se le denomina Tanga a la prenda interior masculina que en su parte frontal presente una concavidad para sujetar el aparato reproductor masculino, mientras que en la zona trasera se sujeta por medio de una cuerda que cruza entre los glúteos. Esta cuerda va cocida en su parte superior a otra cuerda o cinturón elástico que rodea la cintura del usuario. Las tangas masculinas también son conocidas con otros nombres como sutien, colaless masculino, hilo dental masculino, G-String entre otros. Si bien es cierto en la historia reciente esta prenda interior esta prejuiciada para ser utilizada por personas del género masculino, sin embargo, en épocas antiguas y en culturas tribales se han utilizado prendas similares ya sea como interiores, taparrabos y/o trajes de baño. En la actualidad esta prenda comienza cada vez a tomar más popularidad ya sea por su frescura por su reducido tamaño o por su connotación sexi. |
|        | Calzoncillo Largo   | El Calzoncillo Largo es similar a las antiguas calzas, va de la cintura a los tobillos y se ajustan por completo a la pierna. La tela suele ser algodón, algodón-poliéster, o franela. Se usa para combatir el frío. Algunos estilos de calzoncillo largo, llamados térmicos, vienen con dos capas de tela. El calzoncillo largo proviene del antiguo Union Suit, que era una prenda interior enteriza que cubría de los hombros a los tobillos. |

## No usar ropa interior
El acto de no usar calzoncillos debajo de la ropa exterior es conocido en la jerga estadounidense como going comando para ambos sexos,  free-balling (con las bolas libres) para hombres y free-buffing para mujeres. El acto de una mujer que no usa sostén a veces se denomina free-boobing.
Los orígenes de la frase go commando (ir al comando o ir en plan comando) son inciertos, y algunos especulan que puede referirse a estar “a la intemperie” o “listo para la acción”. El uso moderno se remonta en los Estados Unidos a estudiantes universitarios alrededor de 1974, donde esto fue tal vez asociado con los soldados en la guerra de Vietnam, que tenían fama de ir sin ropa interior para “aumentar la ventilación y reducir la humedad”. La frase estaba en uso en el Reino Unido antes de ese entonces, refiriéndose principalmente a las mujeres, desde finales de la década de 1960. Se ha sugerido que la conexión con el Reino Unido y las mujeres se vincula a un eufemismo de la Segunda Guerra Mundial para las prostitutas que trabajaban en el West End de Londres, que se denominaron “Piccadilly Commandos”. El término se volvió a popularizar después de aparecer en un episodio de la serie estadounidense Friends en 1996.
En 2014, durante una encuesta de acceso abierto basada en Internet, las revistas 60 Minutos  y Vanity Fair preguntaron a los visitantes de sus sitios web la siguiente interrogante: ¿Con qué frecuencia “vas en plan comando”? El 7% de los participantes dijo que hacían eso todo el tiempo, una cuarta parte dijo hacerlo al menos ocasionalmente, mientras que el 39% dijo que nunca, y el 35% dijo que no sabían el significado del término.
Algunas personas optan por no usar calzoncillos, una práctica a veces denominada “ir al comando”, por comodidad, para permitir que sus ropas exteriores (particularmente aquellas que son ajustadas a la figura corporal) se vean más favorecedoras, para evitar crear una línea de bragas, porque les resulta sexualmente excitante la idea de estar completamente desnudos bajo su ropa exterior (o excitar sexualmente a otra persona al decírselo o insinuárselo) o porque simplemente no ven ninguna necesidad de usarlos. Ciertos tipos de ropa, como pantalones cortos de ciclismo y faldas escocesas, están diseñados para usarse o tradicionalmente se usan sin calzoncillos. Esto también se aplica a la mayoría de la ropa usada como ropa de dormir y como traje de baño.
La práctica de no usar calzoncillos llegó a ser incluso obligatoria para los soldados escoceses durante la Primera Guerra Mundial, ya que diariamente un oficial superior inspeccionaba el regimiento y tenía un espejo para mirar debajo de las faldas. Cualquier persona que se encontrara usando calzoncillos sería enviada de vuelta para quitárselos. Posteriormente la falda se conservó como el uniforme formal de los regimientos. Esta práctica condujo a un incidente en 1997 durante una ceremonia militar en Hong Kong, cuando las condiciones del viento hicieron que la falda de un soldado de Black Watch se levantara, provocando que sus glúteos desnudos quedaran a la vista y exponiendo al soldado frente a la prensa.
Un caso que se hizo internacionalmente famoso de alguien que no usa ropa interior es Lenny Kravitz, quien en agosto de 2015, durante un solo de guitarra en un concierto en Estocolmo, se sentó en cuclillas abajo, causando que el cuero de sus pantalones se rasgara. Debido a que Kravitz no llevaba ropa interior, sus genitales fueron brevemente expuestos a la audiencia. Él no enfrentó ninguna repercusión legal por el incidente.
En Venezuela esta práctica tiene nombres coloquiales que suelen ser jocosos, a saber: andar rueda libre o andar a rin pela'o. 

## Galería

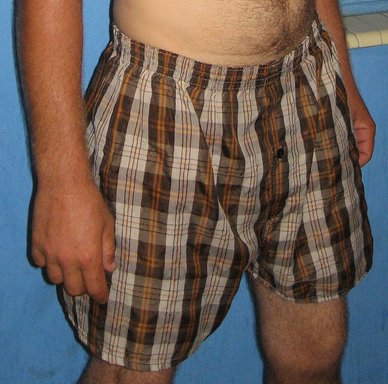
Apariencia clásica de un bóxer
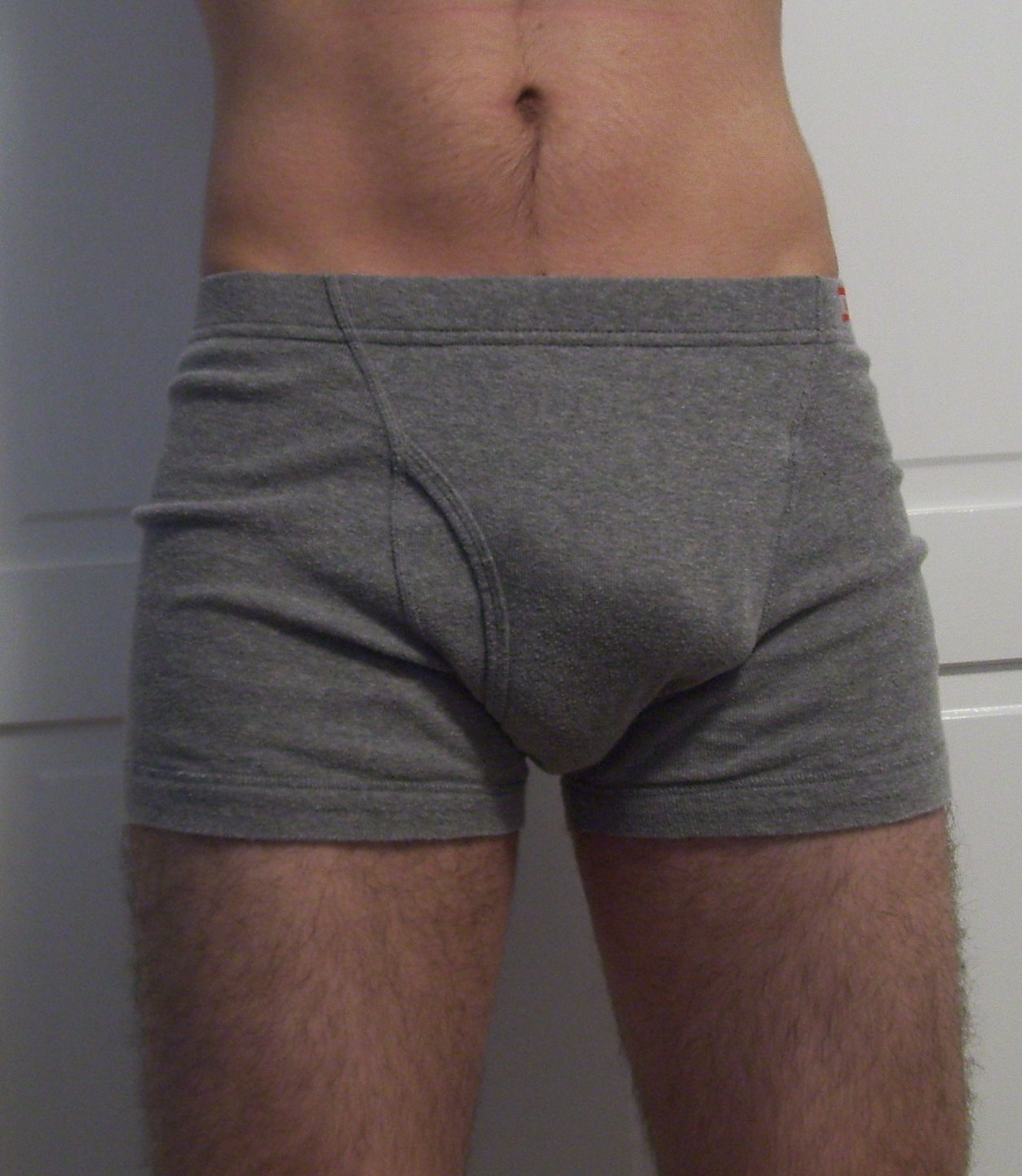
Bóxer slip
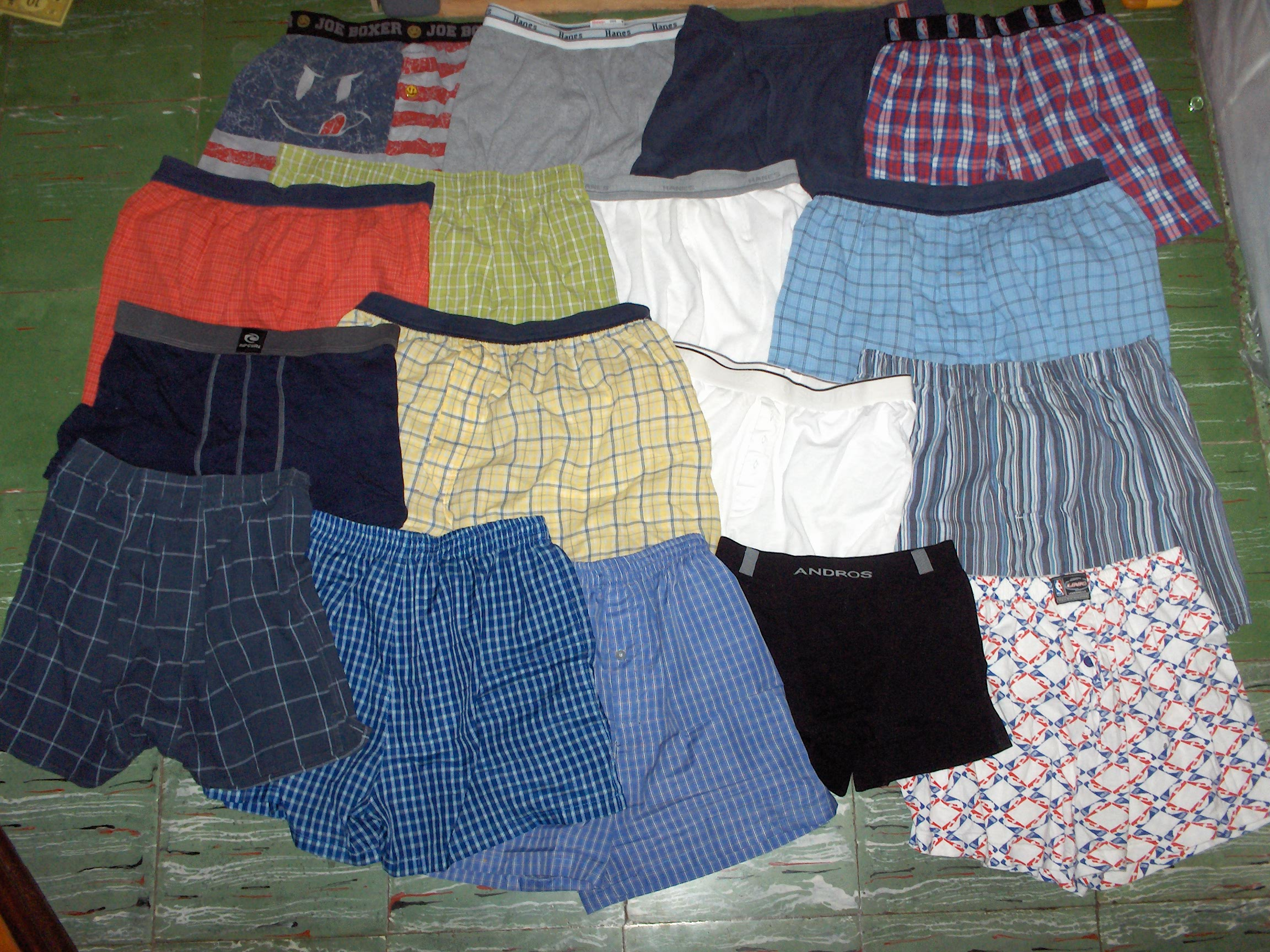
Varios bóxers masculinos
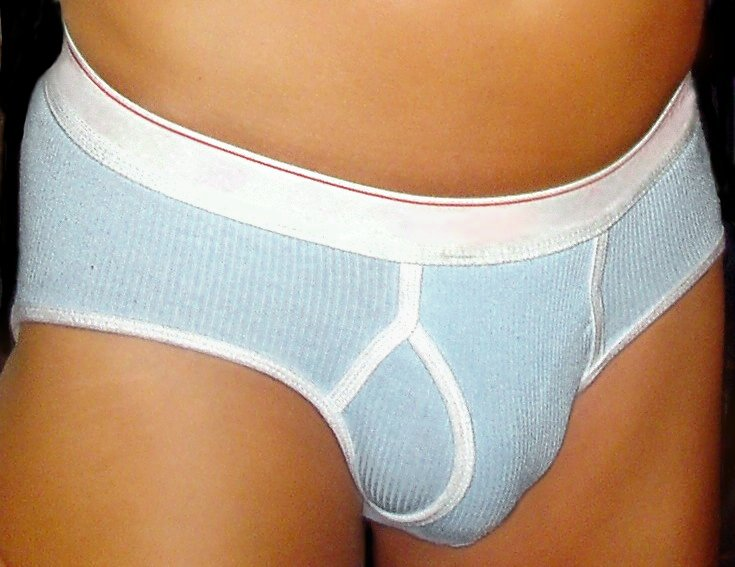
Calzoncillo tipo slip
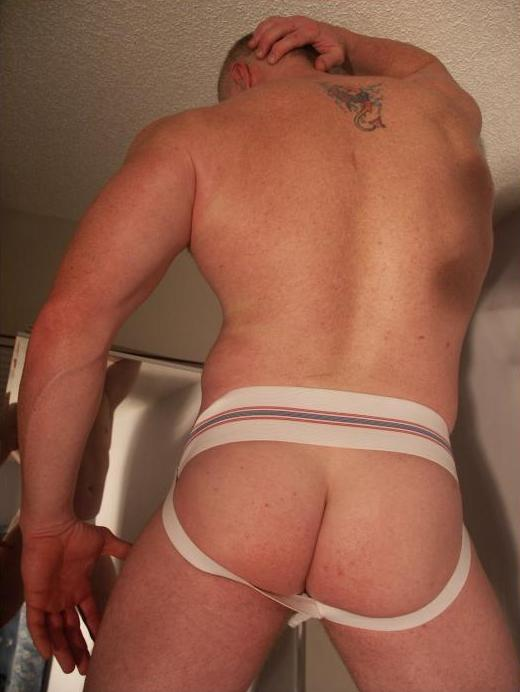
Suspensorio